# カリッド・エル＝アミン
カリッド・エル＝アミン（Khalid El-Amin, 1979年4月25日 - ）はアメリカ合衆国の元バスケットボール選手。ミネソタ州ミネアポリス出身。身長178cm。体重91kg。ポジションはポイントガード。アメリカでのプレイを2年間経験した後、欧州に渡って選手生活を送った。

## 経歴

### 大学時代
高校時代は、ミネアポリスノース高校で活躍し、マクドナルドオールアメリカン（全米の優秀な選手が集う）にも選出された。大学はコネチカット大学に進学。NCAAではビッグ・イースト・カンファレンスに属していたが、1年生の時、平均16得点を記録してカンファレンスの最優秀新人選手のタイトルを得た。1999年、2年生の時は先発ポイントガードとして大活躍。デューク大学とのNCAAトーナメント決勝試合に勝利し、チームはNCAAチャンピオンに輝いた。3年生の時にはカンファレンスのファーストチーム（ポジション別の最も優秀な5選手）にも選出された。

### NBA - CBA
2000年のNBAドラフトにおいて、シカゴ・ブルズから2巡目（全体34位）指名を受けて入団。ルーキーイヤーになった2000-01シーズンは50試合に出場。内14試合では先発起用された。2月のオールスターウィークエンドではルーキーオールスター出場を果たし、2年目チームと対戦した。しかしながら2月下旬に左膝の腱炎で戦線離脱。欠場を余儀なくされると1ヵ月後の3月20日に解雇された。このシーズンは平均6.3得点、2.9アシスト、0.96スティールを記録。特に秀でた成績ではないが、新人選手としては並の記録だと言える。
シーズンオフはNBAのチームと契約を果たすことができず、マイナーリーグCBAのダコタ・ウィザーズ（現在はNBADLに加盟）と契約。2001-02シーズン途中、トレードによってゲイリー・スティールヘッズ（現在はUSBLに加盟）に移籍した。

### 欧州時代
スティールヘッズ所属中の2002年1月、フランスリーグ1部LNBのストラスブール（Strasbourg Illkirch Graffenstaden Basket）と契約。シーズン終了までフランスですごした。オフは再びNBAに挑戦。マイアミ・ヒートとの契約を勝ち得たが、開幕直前の2002年10月に解雇されてしまう。結局、11月にイスラエルリーグのMaccabi Ramat Ganと契約した。
その後も欧州で選手生活を続け、2003年8月にはトルコリーグのベジクタシュ（Beşiktaş Cola Turka）と契約し、2シーズンをすごした。トルコリーグの2004-05シーズンのオールスターゲームではMVPを獲得している。2005年のFIBA欧州オールスターゲームの世界選抜にも選出された。2005年6月はウクライナ1部スーパーリーグのAzovmash Mariupolと契約し、2006年にはチームを優勝へ導く活躍をした。シーズンとプレイオフの両方のMVPを受賞する快挙を成し遂げた。
2007年6月にトルコリーグのターク・テレコムと契約した。

## プレイスタイル
派手なスタイルのポイントガード。身体的な能力は平凡だとされるが、ハンドリングはとても良く、果敢な攻撃やパスを得意にする。しかしながらディフェンスやジャンプシュートを苦手とする一面がある。178cmという低い身長ながら、どっしりとした体格の持ち主で、ブルズ時代はルーキーながら、その風貌に人気があった。しかしながら、その身長が不利な状況を生むことも多かった。